# Lopo Gonçalves
Lopo Gonçalves, noto anche come Lopes Gonçalves (fl. XV secolo), è stato un navigatore portoghese del XV secolo.
Durante il regno di Alfonso V scoprì il Gabon per il Portogallo e nel 1471, assieme a Rui de Sequeira, fu il primo europeo ad attraversare l'equatore. Raggiunse il Capo Santa Caterina, circa 200 km a sud dell'equatore. Navigava per conto del mercante e navigatore Fernão Gomes.
Il Capo Lopez (nell'attuale Gabon), il punto più occidentale dell'Africa a sud dell'equatore, prende il suo nome.